# Alan Moore (trommeslager)
Alan Moore (født 1. januar 1950 i Birmingham, Warwickshire) er en britisk trommeslager som er bedst kendt for at have spillet trommer på heavy metal-bandet Judas Priest's album Sad Wings of Destiny.